# نيابة في الحج
النيابة في الحج: أن يقوم شخص بالحج عن آخر، وهي مشروعة وردت فيها أحاديث كثيرة، منها حديث أبي رزين العقيلي، أنه أتى النبي صلى الله عليه وسلم فقال: إن أبي شيخ كبير، لا يستطيع الحج، ولا العمرة، ولا الظعن، قال: (حُجّ عن أبيك واعتمر)، وهذا من باب الإحسان والتعاون.
ويشترط فيها أن يكون المنوب عنه عاجزا عن الحج الواجب بنفسه، وأن يأذن للنائب في الحج عنه، وأن ينوي النائب عند الإحرام الحج عن المنوب عنه، وأن يكون قد أدى الفريضة عن نفسه من قبل، وتجوز نيابة المرأة عن الرجل في الحج، بدليل أن امرأة من خثعم قالت: يا رسول الله، إن فريضة الله على عباده في الحج أدركت أبي شيخا كبيرا لا يستطيع أن يستوي على الراحلة، فهل يقضي عنه أن أحج عنه؟ قال: (نعم).

## مفهوم النيابة في الحج

### النيابة في اللغة
يقال: ناب عني فلان ينوب نوبا ومنابا، أي: قام مقامي؛ وناب عني في هذا الأمر نيابة إذا قام مقامك.
والنائب: من قام مقام غيره في أمر أو عمل.

### النيابة في الإسلام
هي قيام شخص عن غيره بأمر من الأمور.
أو: قيام شخص مقام آخر في التصرف عنه.
وعرفها بعض الباحثين بأنها: قيام صحيح العمل بالتصرف مقام غيره.
وعليه فمفهوم النيابة في الحج: أن يقوم شخص بالحج عن آخر.

## مشروعية النيابة في الحج
جاء في الأحاديث النبوية ما يدل على مشروعية النيابة في أداء الحج، ومن الأحاديث التي وردت في ذلك:
1-حديث أبي رزين العقيلي، أنه أتى النبي صلى الله عليه وسلم فقال: إن أبي شيخ كبير، لا يستطيع الحج، ولا العمرة، ولا الظعن، قال: (حُجّ عن أبيك واعتمر)
2-عن ابن عباس، قال: جاءت امرأة من خثعم عام حجة الوداع، قالت: يا رسول الله، إن فريضة الله على عباده في الحج أدركت أبي شيخا كبيرا لا يستطيع أن يستوي على الراحلة، فهل يقضي عنه أن أحج عنه؟ قال: (نعم).
3-عن ابن عباس، أن امرأة من جهينة، جاءت إلى النبي صلى الله عليه وسلم، فقالت: إن أمي نذرت أن تحج فلم تحج حتى ماتت، أفأحج عنها؟ قال: (نعم حجي عنها، أرأيت لو كان على أمك دين أكنت قاضية؟ اقضوا الله فالله أحق بالوفاء).
4-عن بريدة بن الحُصَيب، قال: بينا أنا جالس عند رسول الله صلى الله عليه وسلم، إذ أتته امرأة، فقالت: إني تصدقت على أمي بجارية، وإنها ماتت، قال: فقال: «وجب أجرك، وردها عليك الميراث» قالت: يا رسول الله، إنه كان عليها صوم شهر، أفأصوم عنها؟ قال: «صومي عنها» قالت: إنها لم تحج قط، أفأحجّ عنها؟ قال: «حجي عنها».
وقد ذهب إلى مشروعية النيابة في الحج الحنفية والشافعية والحنابلة.
وذهب المالكية في القول المشهور عنهم إلى عدم مشروعية النيابة في الحج.
ومما استدلوا به:
1-قوله تعالى: {وَأَن لَّيْسَ لِلإِنسَانِ إِلاَّ مَا سَعَى} [سورة النجم، آية (39)]
2-قول ابن عمر: لا يحج أحد عن أحد، ولا يصوم أحد عن أحد.
3-بالقياس على الصلاة والصوم، حيث لا تدخلهما النيابة مع العجز.

## فضل النيابة في الحج
نيابة المسلم عن أخيه المسلم معونة له في أداء هذه الشعيرة الواجبة، وهو نوع من أنواع التعاون على البر والتقوى، وقد قال الله سبحانه: {وَتَعَاوَنُواْ عَلَى الْبرِّ وَالتَّقْوَى} [سورة المائدة، آية (2)] وهي من المعروف والخير والإحسان، خاصة إذا كانت النيابة عن الوالدين أو أحد الأقارب.
أما ما يروى في بعض الكتب من أحاديث خاصة في فضل النيابة في الحج فإنها أحاديث لا تثبت.

## شروط النيابة في الحج عن الحي
1-عجز المنوب عن أداء الحج الواجب بنفسه
أجمع علماء المسلمين على عدم جواز استنابة القادر على الحج لغيره في الحج الواجب؛ لأن النبي صلى الله عليه وسلم إنما رخص في الحج عن العاجز والميت، ولم يرخص للقادر، ولا يقاس عليه للفارق بينهما، ولو فعل فإنه لا يجزئ.
2-إذن المنوب عنه إن كان حيّا
اتفق القائلون بمشروعية النيابة في الحج عن الحي في المعتمد عندهم على منع الحج عنه إلا بإذنه؛ لأنها عبادة تدخلها النيابة فلم تجز إلا بإذنه.
3- النية عن المحجوج عنه عند الإحرام
يشترط في النيابة أن ينوي النائب الحج عن المنوب عند الإحرام؛ لأن النائب يحج عنه لا عن نفسه، فلا بد من نيته، والأفضل أن يقول بلسانه: لبيك عن فلان، كما إذا حج عن نفسه، ويكفي أن ينوي النائب عن المستنيب وإن لم يسمه لفظا.
4- أن يكون النائب قد حج عن نفسه أولا
ذهب الشافعية، والحنابلة، إلى أنه ليس لمن لم يحج حجة الإسلام أن يحج عن غيره، فإن فعل وقع إحرامه عن حجة الإسلام عن نفسه.
ودليلهم: حديث ابن عباس، أن النبي صلى الله عليه وسلم سمع رجلا يقول: لبيك عن شُبرمة، قال: (من شبرمة؟) قال: أخ لي - أو قريب لي - قال: (حججتَ عن نفسك؟. قال: لا، قال: (حُجّ عن نفسك ثم حُجّ عن شبرمة).
وذهب الحنفية إلى أن النيابة تصح، سواء كان النائب قد حج عن نفسه أو لا، إلا أن الأفضل أن يكون قد حج عن نفسه ويسمى حج الصرورة.

## نيابة المرأة في الحج
تجوز النيابة في الحج بالشروط السابقة، سواء كان النائب رجلا أو امرأة، وبه قال عامة العلماء، ودليل ذلك حديث المرأة الخثعمية المتقدم، حيث سألت النبي صلى الله عليه وسلم عن الحج عن أبيها الكبير، فأذن لها، فدل على الجواز.